# 100 erhaltenswerte italienische Filme
Die Auflistung 100 erhaltenswerte italienische Filme (italienisch 100 film italiani da salvare) enthält 100 italienische Filme, die in der Zeit zwischen 1942 und 1978 entstanden sind und das kollektive Gedächtnis in dieser Zeit maßgeblich geprägt haben und vom italienischen Kulturministerium anerkannt ist.

## Beschreibung
Das Projekt zur Auswahl entstand im Rahmen des eigenständigen Projektes „Giornate degli autori“, die zu den Internationalen Filmfestspielen von Venedig gehören und von den Cinecittà-Filmstudios unterstützt wurden.
Hauptverantwortlich für die Auswahl waren dabei der Regisseur Gianni Amelio und der Filmkritiker Fabio Ferzetti (Il Messaggero), von denen die Liste unter Beteiligung der folgenden Filmschaffenden erstellt wurde: Domenico Starnone, Morando Morandini, Paolo Mereghetti, Gian Piero Brunetta, Giovanna Grignaffini, Sergio Toffetti, Giovanni De Luna und Gianluca Farinelli.
Die 2008 veröffentlichte Filmliste wurde von zahlreichen Printmedien, wie dem Corriere oder der Repubblica abgedruckt und wird online unter anderem auf internationalen Plattformen wie IMDb und Letterboxd verbreitet.

## Mehrfach vertretene Regisseure
Mit insgesamt acht gelisteten Filmen ist Federico Fellini der am häufigsten gelistete Regisseur, gefolgt von Luchino Visconti, der mit sechs Filmen vertreten ist. Weitere Regisseure, die mit mehr als zwei Filmen vertreten waren sind; 
- mit je fünf Filmen; Vittorio De Sica, Francesco Rosi und Mario Monicelli,
- mit je vier Filmen; Roberto Rossellini und Dino Risi und
- insgesamt sieben Filmschaffende, die je drei Filme beigetragen haben (für die sie allein verantwortlich waren); Michelangelo Antonioni, Pier Paolo Pasolini, Marco Ferreri, Marco Bellocchio, Luigi Comencini, Pietro Germi und Luigi Zampa.

## Liste der Filme
Auflistung in chronologischer Abfolge:
| Jahr | Titel                                                         | Originaltitel                                         | Regie                                 | Genre/Sonstiges                                               | Auszeichnungen (Auswahl)                                                               |
| ---- | ------------------------------------------------------------- | ----------------------------------------------------- | ------------------------------------- | ------------------------------------------------------------- | -------------------------------------------------------------------------------------- |
| 1942 | Lüge einer Sommernacht                                        | 4 passi fra le nuvole                                 | Alessandro Blasetti                   | Dramedy                                                       |                                                                                        |
| 1943 | Besessenheit                                                  | Ossessione                                            | Luchino Visconti                      | Kriminalfilm                                                  |                                                                                        |
| 1945 | Rom, offene Stadt                                             | Roma città aperta                                     | Roberto Rosselini                     | neorealistisches Kriegsdrama                                  | 1946: Goldene Palme, NYFFC Award                                                       |
| 1945 | Schuhputzer                                                   | Sciuscià                                              | Vittorio De Sica                      | neorealistisches Drama, Kriminalfilm                          | 1948: Oscar, 1949: NYFFC Award                                                         |
| 1945 | Paisà                                                         | Sciuscià                                              | Roberto Rosselini                     | neorealistischer Episodenfilm                                 | 1948: NYFFC Award                                                                      |
| 1947 | Abgeordnete Angelina                                          | L'onorevole Angelina                                  | Luigi Zampa                           | Filmkomödie                                                   | Coppa Volpi für Anna Magnani                                                           |
| 1948 | Fahrraddiebe                                                  | Ladri di biciclette                                   | Vittorio De Sica                      | Drama, Milieustudie                                           | 1950: Oscar, BAFA: Bester Film 1951: Bodil                                             |
| 1948 | Die Erde bebt                                                 | La terra trema                                        | Luchino Visconti                      | neorealistisches Filmdrama                                    |                                                                                        |
| 1949 | Himmel über den Sümpfen                                       | Cielo sulla palude                                    | Augusto Genina                        | Drama (Leben der Maria Goretti)                               | 1949: „Beste Regie“ bei den Filmfestspielen von Venedig                                |
| 1949 | Bitterer Reis                                                 | Riso amaro                                            | Giuseppe De Santis                    | neorealistisches Gesellschaftsdrama                           |                                                                                        |
| 1949 | Sühne ohne Sünde                                              | Catene                                                | Raffaello Matarazzo                   | Melodram                                                      |                                                                                        |
| 1949 | La città dolente                                              | La città dolente                                      | Mario Bonnard                         | Filmdrama (Foibe-Massaker)                                    |                                                                                        |
| 1950 | Ein Sonntag im August                                         | Domenica d'agosto                                     | Luciano Emmer                         | Episodenfilm, Filmkomödie                                     |                                                                                        |
| 1950 | Stromboli                                                     | Stromboli (Terra di Dio)                              | Roberto Rosselini                     | neorealistisches Filmdrama                                    |                                                                                        |
| 1950 | Der Göttergatte                                               | Prima comunione                                       | Alessandro Blasetti                   | Filmkomödie                                                   |                                                                                        |
| 1950 | Chronik einer Liebe                                           | Cronaca di un amore                                   | Michelangelo Antonioni                | neorealistisches Film-Noir-Drama                              |                                                                                        |
| 1950 | Weg der Hoffnung                                              | Il cammino della speranza                             | Pietro Germi                          | Drama, Literaturverfilmung nach Nino Di Maria                 |                                                                                        |
| 1950 | Lichter des Varieté                                           | Luci del varietà                                      | Alberto Lattuada und Federico Fellini | Drama, Liebesfilm                                             |                                                                                        |
| 1951 | Das Wunder von Mailand                                        | Miracolo a Milano                                     | Vittorio De Sica                      | Filmkomödie, Literaturverfilmung                              | 1951: Goldene Palme, NYFFC Award                                                       |
| 1951 | Räuber und Gendarm                                            | Guardie e ladri                                       | Mario Monicelli und Steno             | satirisches Filmdrama                                         | 1952: „Bestes Drehbuch“ bei den Filmfestspielen von Cannes                             |
| 1951 | Aufruhr im Familienbad                                        | La famiglia Passaguai                                 | Aldo Fabrizi                          | Filmkomödie                                                   |                                                                                        |
| 1951 | Bellissima                                                    | Bellissima                                            | Luchino Visconti                      | satirisches Filmdrama                                         |                                                                                        |
| 1952 | Umberto D.                                                    | Umberto D.                                            | Vittorio De Sica                      | neorealistisches Drama                                        | 1955: Bodil, NYFFC Award                                                               |
| 1952 | Don Camillo und Peppone                                       | Don Camillo                                           | Julien Duvivier                       | Filmkomödie                                                   |                                                                                        |
| 1952 | Totò a colori                                                 | Totò a colori                                         | Steno                                 | Filmkomödie (in Farbe)                                        |                                                                                        |
| 1952 | Für zwei Groschen Hoffnung                                    | Due soldi di speranza                                 | Renato Castellani                     | neorealistische Dramedy                                       |                                                                                        |
| 1952 | Die bittere Liebe                                             | Lo sceicco bianco                                     | Federico Fellini                      | Romantische Komödie                                           |                                                                                        |
| 1952 | Europa '51                                                    | Europa '51                                            | Roberto Rossellini                    | Filmdrama                                                     |                                                                                        |
| 1953 | Vitelloni                                                     | I vitelloni                                           | Federico Fellini                      | Filmkomödie                                                   | 1953: Silberner Löwe, Filmfestspiele von Venedig                                       |
| 1953 | Gefährliche Schönheit                                         | La provinciale                                        | Mario Soldati                         | Melodram Literaturverfilmung nach Alberto Moravia             |                                                                                        |
| 1953 | Die Lust des Bösen                                            | Febbre di vivere                                      | Claudio Gora                          | Filmdrama                                                     |                                                                                        |
| 1953 | Napoletani a Milano                                           | Napoletani a Milano                                   | Eduardo De Filippo                    | Filmkomödie                                                   |                                                                                        |
| 1953 | Die Sonne in den Augen                                        | Il sole negli occhi                                   | Antonio Pietrangeli                   | Filmdrama                                                     |                                                                                        |
| 1953 | Brot, Liebe und Fantasie                                      | Pane, amore e fantasia                                | Luigi Comencini                       | Romantische Komödie                                           |                                                                                        |
| 1954 | La Strada – Das Lied der Straße                               | La strada                                             | Federico Fellini                      | neorealistisches Melodram                                     | 1956: NYFFC Award, Bodil 1957: Oscar                                                   |
| 1954 | Karussell Neapel                                              | Carosello napoletano                                  | Ettore Giannini                       | historische Komödie                                           |                                                                                        |
| 1954 | Der Skandal                                                   | La spiaggia                                           | Alberto Lattuada                      | Dramedy                                                       |                                                                                        |
| 1954 | Das Gold von Neapel                                           | L'oro di Napoli                                       | Vittorio De Sica                      | Episodenfilm                                                  |                                                                                        |
| 1954 | Ein Amerikaner in Rom                                         | Un americano a Roma                                   | Steno                                 | satirische Komödie                                            |                                                                                        |
| 1954 | Sehnsucht                                                     | Senso                                                 | Luchino Visconti                      | Literaturverfilmung nach Camillo Boito                        |                                                                                        |
| 1954 | Kanaille von Catania                                          | L'arte di arrangiarsi                                 | Luigi Zampa                           | Filmkomödie                                                   |                                                                                        |
| 1954 | Una donna libera                                              | Una donna libera                                      | Vittorio Cottafavi                    | Melodram                                                      |                                                                                        |
| 1955 | Ein Held unserer Tage                                         | Un eroe dei nostri tempi                              | Mario Monicelli                       | Filmkomödie                                                   |                                                                                        |
| 1955 | Die Verirrten                                                 | Gli sbandati                                          | Francesco Maselli                     | neorealistisches Drama                                        |                                                                                        |
| 1957 | Die Nächte der Cabiria                                        | Le notti di Cabiria                                   | Federico Fellini                      | Filmdrama                                                     | 1958: Oscar                                                                            |
| 1957 | Der Schrei                                                    | Il grido                                              | Michelangelo Antonioni                | neorealistisches Melodram                                     |                                                                                        |
| 1957 | Puppe mit Pfiff                                               | Poveri ma belli                                       | Dino Risi                             | Filmkomödie (Teil 1 einer Trilogie)                           |                                                                                        |
| 1958 | Diebe haben’s schwer                                          | I soliti ignoti                                       | Mario Monicelli                       | Commedia all’italiana                                         |                                                                                        |
| 1959 | Man nannte es den großen Krieg                                | La grande guerra                                      | Mario Monicelli                       | Kriegsfilm                                                    | 1959: Goldener Löwe                                                                    |
| 1959 | Arrangiatevi!                                                 | Arrangiatevi                                          | Mauro Bolognini                       | Filmkomödie                                                   |                                                                                        |
| 1959 | Auf St. Pauli ist der Teufel los                              | I magliari                                            | Francesco Rosi                        | Sozialdrama                                                   |                                                                                        |
| 1960 | Das süße Leben                                                | La dolce vita                                         | Federico Fellini                      | satirische Filmkomödie                                        | 1960: Goldene Palme                                                                    |
| 1960 | Rocco und seine Brüder                                        | Rocco e i suoi fratelli                               | Luchino Visconti                      | Filmdrama, Boxerfilm                                          | 1962: Grand Jury Prize, Bodil                                                          |
| 1960 | Bel Antonio                                                   | Il bell'Antonio                                       | Mauro Bolognini                       | Commedia all’italiana                                         |                                                                                        |
| 1960 | Die lange Nacht von 43                                        | La lunga notte                                        | Florestano Vancini                    | Filmdrama                                                     |                                                                                        |
| 1960 | Der Weg zurück                                                | Tutti a casa                                          | Luigi Comencini                       | Kriegsfilm, Commedia all’italiana                             |                                                                                        |
| 1961 | Der Job                                                       | Il posto                                              | Ermanno Olmi                          | Dramedy                                                       | 1961: London Film Festival, Sutherland Trophy                                          |
| 1961 | Accattone – Wer nie sein Brot mit Tränen aß                   | Accattone                                             | Pier Paolo Pasolini                   | Sozialdrama                                                   |                                                                                        |
| 1961 | Scheidung auf italienisch                                     | Divorzio all'italiana                                 | Pietro Germi                          | Commedia all’italiana                                         | 1963: Golden Globe Award                                                               |
| 1961 | Leoni al sole                                                 | Leoni al sole                                         | Vittorio Caprioli                     | Drama, Satire                                                 |                                                                                        |
| 1961 | Das Mädchen mit dem leichten Gepäck                           | La ragazza con la valigia                             | Valerio Zurlini                       | Romantisches Drama                                            |                                                                                        |
| 1961 | Das Leben ist schwer                                          | Una vita difficile                                    | Dino Risi                             | Commedia all’italiana                                         |                                                                                        |
| 1962 | Wer erschoss Salvatore G.?                                    | Salvatore Giuliano                                    | Francesco Rosi                        | Mafiafilm, biografischer Bezug zu Salvatore Giuliano          |                                                                                        |
| 1962 | Liebe 1962                                                    | L'eclisse                                             | Michelangelo Antonioni                | Romantisches Drama                                            |                                                                                        |
| 1962 | Mafioso                                                       | Mafioso                                               | Alberto Lattuada                      | Schwarze Komödie                                              |                                                                                        |
| 1962 | Verliebt in scharfe Kurven                                    | Il sorpasso                                           | Dino Risi                             | Commedia all’italiana                                         |                                                                                        |
| 1963 | Achteinhalb                                                   | 8½                                                    | Federico Fellini                      | Experimentalfilm, surrealistisches Drama                      | 1963: National Board of Review: Bester fremdsprachiger Film, 1964: Oscar & Bodil       |
| 1963 | Der Leopard                                                   | Il Gattopardo                                         | Luchino Visconti                      | Literaturverfilmung nach Giuseppe Tomasi di Lampedusa         | 1963: Goldene Palme                                                                    |
| 1963 | Die Hände über der Stadt                                      | Le mani sulla città                                   | Francesco Rosi                        | Sozialdrama (Thema: Korruption)                               |                                                                                        |
| 1963 | I mostri                                                      | I mostri                                              | Dino Risi                             | Gesellschaftssatire, Episodenfilm                             |                                                                                        |
| 1963 | Wer arbeitet, ist verloren                                    | Chi lavora è perduto (In capo al mondo)               | Tinto Brass                           | Melodram                                                      |                                                                                        |
| 1964 | Die Bienenkönigin                                             | La donna scimmia                                      | Marco Ferreri                         | Filmsatire, Commedia all’italiana                             |                                                                                        |
| 1964 | Gastmahl der Liebe                                            | Comizi d'amore                                        | Pier Paolo Pasolini                   | Dokumentarfilm (Thema: Sexualität)                            |                                                                                        |
| 1964 | Das saure Leben                                               | La vita agra                                          | Carlo Lizzani                         | Literaturverfilmung nach Luciano Bianciardi                   |                                                                                        |
| 1965 | Mit der Faust in der Tasche                                   | I pugni in tasca                                      | Marco Bellocchio                      | satirisches Filmdrama                                         |                                                                                        |
| 1965 | Ich habe sie gut gekannt                                      | Io la conoscevo bene                                  | Antonio Pietrangeli                   | Dramedy, Commedia all’italiana                                |                                                                                        |
| 1966 | Aber, aber, meine Herren…                                     | Signore & signori                                     | Pietro Germi                          | Commedia all’italiana                                         | 1966: Goldene Palme                                                                    |
| 1966 | Schlacht um Algier                                            | La battaglia di Algeri                                | Gillo Pontecorvo                      | Antikriegsfilm                                                | 1966: Goldener Löwe                                                                    |
| 1966 | Große Vögel, kleine Vögel                                     | Uccellacci e uccellini                                | Pier Paolo Pasolini                   | Groteske, satirische Filmkomödie                              |                                                                                        |
| 1967 | China ist nahe                                                | La Cina è vicina                                      | Marco Bellocchio                      | Commedia all’italiana                                         |                                                                                        |
| 1968 | Die Banditen von Mailand                                      | Banditi a Milano                                      | Carlo Lizzani                         | Kriminalfilm, Poliziottesco                                   |                                                                                        |
| 1968 | Il medico della mutua                                         | Il medico della mutua                                 | Luigi Zampa                           | Medizinische Filmkomödie                                      |                                                                                        |
| 1969 | Dillinger ist tot                                             | Dillinger è morto                                     | Marco Ferreri                         | Filmdrama, biografischer Bezüg zu John Dillinger              |                                                                                        |
| 1970 | Ermittlungen gegen einen über jeden Verdacht erhabenen Bürger | Indagine su un cittadino al di sopra di ogni sospetto | Elio Petri                            | Poliziottesco, satirischer Kriminalfilm                       | 1971: Oscar                                                                            |
| 1970 | Der große Irrtum                                              | Il conformista                                        | Bernardo Bertolucci                   | Filmdrama, Neo-Noir, Literaturverfilmung nach Alberto Moravia | 1970: London Film Festival, Sutherland Trophy                                          |
| 1972 | Der Fall Mattei                                               | Il caso Mattei                                        | Francesco Rosi                        | Biografisches Filmdrama, Bezug zu Enrico Mattei               | 1972: Goldene Palme                                                                    |
| 1972 | Im Namen des Vaters                                           | Nel nome del padre                                    | Marco Bellocchio                      | Filmdrama                                                     |                                                                                        |
| 1972 | Die Audienz                                                   | L'udienza                                             | Marco Ferreri                         | satirisches Filmdrama                                         |                                                                                        |
| 1972 | Teuflisches Spiel                                             | Lo scopone scientifico                                | Luigi Comencini                       | Psychothriller                                                |                                                                                        |
| 1973 | Diario di un maestro                                          | Diario di un maestro                                  | Vittorio De Seta                      | Fernsehserie                                                  |                                                                                        |
| 1973 | Amarcord                                                      | Amarcord                                              | Federico Fellini                      | Filmkömödie, Drama                                            | 1974: 1963: National Board of Review: Bester fremdsprachiger Film, 1975: Oscar & Bodil |
| 1973 | Brot und Schokolade                                           | Pane e cioccolata                                     | Franco Brusati                        | Dramedy                                                       |                                                                                        |
| 1974 | Wir waren so verliebt                                         | C'eravamo tanto amati                                 | Ettore Scola                          | Commedia all’italiana, Dramedy                                |                                                                                        |
| 1975 | Das größte Rindvieh weit und breit                            | Fantozzi                                              | Luciano Salce                         | Politthriller, satirische Komödie                             |                                                                                        |
| 1976 | Die Macht und ihr Preis                                       | Cadaveri eccellenti                                   | Francesco Rosi                        | Poliziottesco, Literaturvorlage: Leonardo Sciascia            |                                                                                        |
| 1976 | 1900                                                          | Novecento                                             | Bernardo Bertolucci                   | Monnumentalfilm, Filmdrama                                    |                                                                                        |
| 1977 | Die bleiernen Jahre                                           | Un borghese piccolo piccolo                           | Mario Monicelli                       | Commedia all’italiana, Literaturvorlage: Vincenzo Cerami      |                                                                                        |
| 1977 | Ein besonderer Tag                                            | Una giornata particolare                              | Ettore Scola                          | politisches Drama (Thema: Faschismus)                         | 1978: Golden Globe Award                                                               |
| 1977 | Padre Padrone – Mein Vater, mein Herr                         | Padre padrone                                         | Paolo Taviani und Vittorio Taviani    | autobiografische Literaturverfilmung nach Gavino Ledda        | 1977: Goldene Palme                                                                    |
| 1978 | Der Holzschuhbaum                                             | L'albero degli zoccoli                                | Ermanno Olmi                          | Filmdrama                                                     | 1978: Goldene Palme                                                                    |

## Kritik
International besteht kein Konsens darüber, welche italienischen Klassiker, aus dem Zeitraum, aus dem auch die Liste der 100 erhaltenswerten Filme stammt, die wichtigsten Filme sind. Es gibt jedoch eine Reihe von italienischen Filmen, die im selben Zeitraum entstanden und außerhalb Italiens mehrfach als sehenswert bzw. empfehlenswert eingestuft werden. Ausgewertet wurden Empfehlungslisten des British Film Institutes (14 Übereinstimmungen von 26 Empfehlungen), der deutschen Filmzeitschrift Cinema (5 Übereinstimmungen von 16 Empfehlungen), der internationalen Kulturzeitschrift Time Out (28 Übereinstimmungen von 40) und des amerikanischen Wirtschaftsmagazins Forbes(13 Übereinstimmungen von 30).
Alle vier Listen führten Dario Argentos Horrorfilm Suspiria aus dem Jahr 1977. Darüber hinaus wurden folgende Filme mindestens zwei Mal genannt:
- Liebe ist stärker (1954, Roberto Rossellini)[6][8][9]
- Die Stunde, wenn Dracula kommt (1960, Mario Bava)[6][8][9]
- Die Nacht (1961, Michelangelo Antonioni)[6][8][9]
- Gestern, heute und morgen (1963, Vittorio De Sica, 1965: Oscar)[6][9]
- Hochzeit auf italienisch (1964, Vittorio De Sica)[6][9]
- Das 1. Evangelium – Matthäus (1964, Pier Paolo Pasolini)[8][9]
- Zwei glorreiche Halunken (1966, Sergio Leone)[7][8]
- Spiel mir das Lied vom Tod (1968, Sergio Leone)[7][8][9]
- Leichen pflastern seinen Weg (1968, Sergio Corbucci)[7][8]
- Teorema – Geometrie der Liebe (1968, Pier Paolo Pasolini)[6][8]
- Rosso – Farbe des Todes (1975, Dario Argento)[7][8]